# 北蓋茨 (紐約州)
北蓋茨（英語：North Gates）是位於美國紐約州門羅縣的普查規定居民點。

## 人口
根據2020年美國人口普查的數據，北蓋茨的面積為6.96平方千米，當中陸地面積為6.89平方千米，而水域面積為0.07平方千米。當地共有人口9458人，而人口密度為每平方千米1,358.91人。